# استان مسندم
استان مُسَندَم (به عربی: محافظة مُسَندَم) نام شبه‌جزیره‌ای است در بخش شمالی از کشور عمان با ساكنان اهل سنت.

## جغرافیا
نوار ساحلی از خاک امارات متحده عربی به مسافت ۷۰ کیلومتر استان مسندم از خاک عمان جدا ساخته است.
مساحت مسندم در حدود ۱۵ هزار کیلومتر مربع می‌باشد. این استان چهره‌ای کوهستانی دارد. ارتفاع کوه‌های مسندم از سطح دریا از ۱۸۰۰ تا ۲۳۰۰ متر می‌رسد.
این کوه‌ها به رشته کوه حجر اتصال دارد؛ رشته کوه حجر از رأس‌الخیمه و فجیره و تا سلطنت عمان ادامه دارد. فاصله استان مسندم تا مسقط (پایتخت عمان) در حدود ۵۰۰ کیلومتر است. استان مسندم در اقصی شمال خاک سلطنت عمان واقع شده است.

## رأس مسندم

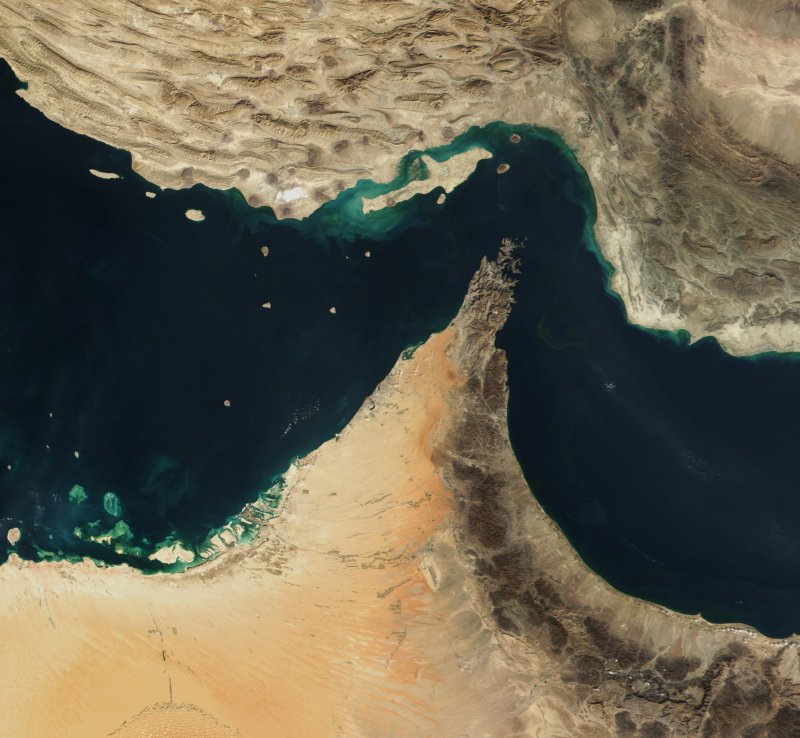
تنگه هرمز.

مسندم در جنوب تنگه هرمز قرار دارد و ژرفای آب تنگه هرمز در روبروی مسندم ۱۸۰ متر است. قسمتی شمالی مسندم که به نام رأس مسندم معروف است بر فراز آبراه مهم تنگه هرمز قرار دارد، تنگه هرمز یکی از مهم‌ترین تنگه‌های جهان می‌باشد.
رأس مسندم به دلیل واقع بودن بر فراز آبراه جهانی تنگه هرمز از موقعیت خاصی برخور دار است. ارتفاع رأس مسندم بر فراز تنگه هرمز ۱۸۰۰ متر از سطح دریا می‌باشد.
وهمانطور که معلوم است تمام آبهای خلیج فارس قابل کشتیرانی نیست، و تنها مسیر قابل کشتیرانی برای نفت کش‌های حامل نفت و خروج از تنگه هرمز از پایهٔ رأس مسندم می‌گذرد، زیرا این مسیر ژرف‌ترین مسیر برای نفت کش‌ها شناخته می‌شود، و در حدود ۹۰٪ از نفت خلیج فارس از این گذرگاه به سوی کشورهای جهان می‌رود.

## جمعیت
بر طبق آمار سال ۲۰۰۳ میلادی جمعیت استان مسندم ۲۰٫۳۸۰ نفر می‌باشد.
جمعیت استان مسندم طبق سرشماری عمومی نفوس و مسکن در سال ۲۰۰۵ میلادی برابر با ۲۸٫۳۷۸ نفر بوده‌است.

## تقسیمات کشوری
در تقسیمات کشوری عمان، مسندم یکی از استان‌های مهم این کشور است. استان مسندم شامل چهار شهرستان و بیش از ۱۷۲ شهر و روستای بزرگ و کوچک می‌باشد.

## شهرستان‌ها
شهرستان‌ها (در عربی عمان: ولایات) این استان:
شهرستان خصب در عربی ولایة خصب مرکز استان مسندم است و ۴۸۱ کیلومتر تا مسقط فاصله دارد و در دورترین نقطه شمالی استان واقع می‌باشد. «خصب» در عربی به معنی «بارور» و حاصلخیز است و وجه تسمیه آن بخاطر زمین‌های حاصلخیزی اش «خصب» نامیده شده‌است.
لازم است ذکر شود که «شهر مدحاء» در وسط خاک امارات متحدهٔ عربی واقع شده‌است؛ یعنی امارات متحدهٔ عربی از چهار طرف این شهر را احاطه کرده‌است.

## جزیره‌ها واماکن مختلف
| - جزیره غبة سلامه. - جزیره غنم. - رأس قبرهندی. - رأس السمید. - رأس لیما. | - رأس الجبال. - رأس المحان. - مسندم - أم الطیر - أم الفیارین |  |

مردم منسدم را بیش تر عرب های قبیله شحوح تشکیل میدهند که به زبان کمزاری حرف میزنند و در جزیره لارک ایران هم ساکنند.

## اماکن تاریخی و گردشگری
در بخش خصب اماکن تاریخی وگردشگری متعددی وجود دارد به شرح زیر:
- دژ خصب.
- حصن البلاد.
- روستای السیء.
- روستای لیما.
- خورنجد.
- جبل حارم.
- جزیره تلگراف.
- زُغیَ.
- الجزر.

دژ خصب (به عربی: حصن خصب) را عمانی‌ها بر روی خرابه‌های باروی قدیم که پرتغالیها در سده ۱۷ میلادی ساخته بودند بنا نهادند، این قلعه در سال ۱۹۸۹ میلادی بازسازی شده‌است. هنوز در قسمت داخلی قلعه یکی از برجهای دایری که ساخته پرتغالیها است باقی‌مانده‌است.
در مسندم جاهایی برای تمرین غواصی و کوهنوردی و چند هتل ممتاز نیز وجود دارد.

## فهرست منابع و مآخذ
- سلطنة عمان، مسقط: وزارة الاعلام، ۱۹۹۲ میلادی تاریخ وارد شده در |سال= را بررسی کنید (کمک) به (عربی).
- السلطان:قابوس، البوسعید،  موسوعة  دلیل الأعلام: مسقط، چاپ اول، سال ۱۹۹۸ میلادی. (به عربی).
- المعمری، بن معتوق، سالم، («عمان ۹۲») چاپ مسقط سال میلادی۱۹۹۲ میلادی. به (عربی).
- دکتر:القاسمی، سلطان، بن محمد،  «(تقسیم الإمبراطوریة العُمانیة)» ، چاپ دوم، مطابع البیان التجاریة دبی: سال انتشار ۱۹۸۹ میلادی.
- عمان فی عام ۱۹۸۶ (عام الحصاد والتراث) إصدار وزارة الإعللام، دارالعرب للطباعة والنشر والتوزیع، ۱۹۸۶ میلادی
- لفتنانت کولونیل، سیر آرنولد ویلسون،  «(تاریخ عمان والخلیج)»  ، انتشار سال ۱۹۸۸ میلادی.